# ヤマガモ
ヤマガモ（山鴨、学名：Merganetta armata）は、カモ目カモ科に分類される鳥類の一種である。本種のみでヤマガモ属を形成する。

## 分布
南アメリカ（コロンビアからチリ、アルゼンチンまで）に広く分布する。

## 形態

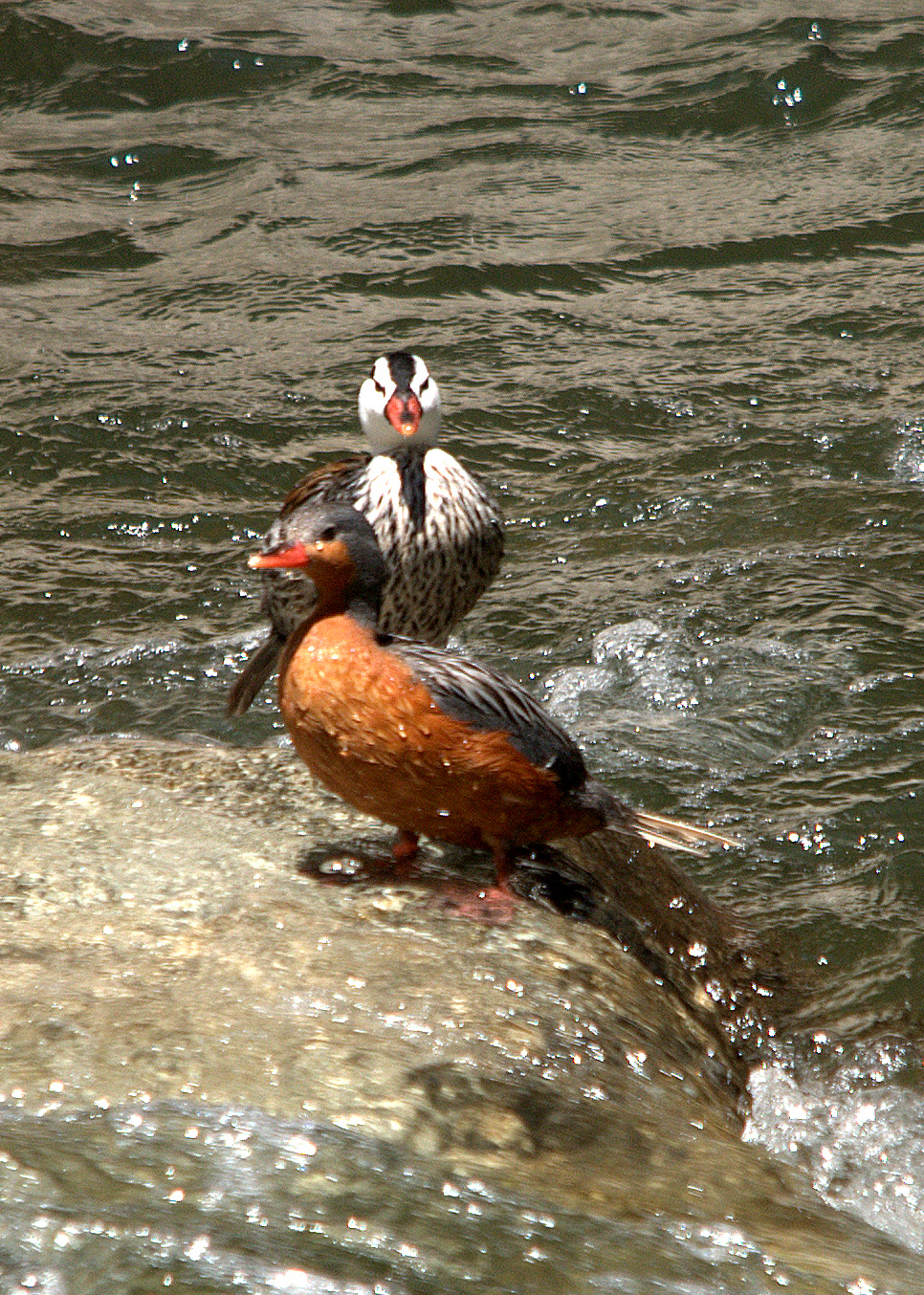

体長43-46cm。頸から体にかけては細長く流線型で尾羽は硬く細めで、急流を泳ぐのに適した体型をしている。翼角には爪がある。雄は頭から頸にかけて白色で眼の後方から頸の側面にかけて、黒茶色の線が入る。背中は茶色で白い羽縁があり、体の下面はより白っぽくなる。ただし、体色は亜種によってかなり異なる。雌は体の上面が灰色で、下面は茶褐色である。
嘴は朱赤色、脚はやや暗い赤色である。

## 生態
標高1500m以上の山間部の河川に生息する。急流でも巧みに泳ぎ潜水もする。
主に水生昆虫類を食べる。
川沿いの岩の下や土手の穴、川岸の茂みの中などに営巣し、1腹3-4個の卵を産む。抱卵期間は43-44日である。

## 亜種
以下の6亜種に分かれるとされる（3亜種とする説もある）。
- Merganetta armata armata
- Merganetta armata colombiana
- Merganetta armata leucogenis
- Merganetta armata turneri
- Merganetta armata garleppi
- Merganetta armata berlepschi